# Pumpellyiet
Het mineraal pumpellyiet is een gehydrateerd calcium-magnesium-ijzer-mangaan-aluminium-silicaat met de chemische formule Ca2(Mg,Fe2+,Fe3+,Mn2+)Al2(SiO4)(Si2O7)(OH)2·(H2O). Het mineraal behoort tot de sorosilicaten.

## Eigenschappen
Het doorschijnend blauwgroene, olijfgroene of bruine pumpellyiet heeft een glasglans, een witte streepkleur en de splijting is goed volgens de kristalvlakken [100] en [001]. Clinoptiloliet heeft een gemiddelde dichtheid van 3,2 en de hardheid is 5,5. Het kristalstelsel is monoklien en het mineraal is niet radioactief.

## Naamgeving
Het mineraal pumpellyiet is genoemd naar de Amerikaanse geoloog Raphael Pumpelly (1837 - 1923).

## Voorkomen
Pumpellyiet is een algemeen mineraal dat voornamelijk voorkomt in meta-basalten en gabbro's. Samen met prehniet is het een indicatief mineraal voor de prehniet-pumpellyiet laaggradig metamorfe facies. De typelocatie is de Calumet mijn, Houghton county, Keweenaw schiereiland, Michigan, Verenigde Staten.